# Novus Iustinianus Codex
Il Novus Iustinianus Codex fu il nuovo codice snello e aggiornato che fece preparare Giustiniano I. Fu pronto nell'aprile 529 e l'imperatore lo volle chiamare col proprio nome, da cui appunto "Novus Iustinianus Codex". 
Il testo non ebbe però vita lunga perché, cinque anni dopo, la nuova edizione lo soppiantò definitivamente.